# Tengah Padang (Teluk Segara)
Tengah Padang is een bestuurslaag in het regentschap Bengkulu van de provincie Bengkulu, Indonesië. Tengah Padang telt 4033 inwoners (volkstelling 2010).